# Kýros II.
Kýros II. Veliký z dynastie Achaimenovců (mezi 590 a 580 – 530 př. n. l.) byl zakladatelem perské říše a zároveň jedním z největších dobyvatelů starověku. Jeho jméno znělo ve staroperštině Kúrúš (), tvar Kýros je uváděn v řeckých pramenech.
V průběhu Kýrova zhruba třicetiletého panování přijali perskou nadvládu obyvatelé téměř celého Předního východu a vzniklé impérium předčilo rozlohou všechna předchozí – táhlo se od Bosporu a hranic s Egyptem až do krajů dnešního Afghánistánu a k Perskému zálivu. Svou obratnou politikou, kombinující sílu s mírností, se stal Kýros předobrazem ideálního vládce, a to jak pro starověké Peršany, tak pro Řeky a jiná etnika.

## Etymologie
Antičtí autoři Ktésiás z Knidu a Plútarchos odvozují Kýrovo jméno ze slova „slunce“ (kur-u), což vedlo v minulosti k pokusům vysvětlovat ho spojením indoevropského kořene *khór a přípony -vaš, ve smyslu „slunci podobný“. Tento výklad však moderní badatelé odmítají a význam je dosud sporný. Vedle názoru, že by mohl souviset s védským kúru- („mladík“ či „dítě“), existuje i teorie, že jméno znamená „milostivý vůči nepřátelům“.

## Původ
Podle Hérodotova podání byl Kýros po matce spřízněn s médskou královskou dynastií, která ovládala od 7. století př. n. l. celý prostor dnešního Íránu spolu s částí Asýrie. Matka se jmenovala Mandané, jejím otcem byl král Médů Astyagés a dědem z matčiny strany lýdský král Alyattés II., jenž zemřel v roce 560 př. n. l. Kýrovým otcem byl Achaimenovec Kambýsés I., syn Kýrův, vládnoucí zhruba od roku 600 př. n. l. jako vazal Médů v kmenovém území Peršanů – Persidě (Anšanu). Celkem vzato není nic bližšího o Kýrově dětství a dospívání známo, neboť zprávy antických autorů se vesměs omezují jen na různé věštby a sny, prorokující mladému princi velkou budoucnost.

## Formování perské říše
Do reálných dějin vstupuje Kýros v době kolem roku 559 př. n. l., kdy mu po smrti Kambýsa I. připadla vláda v Persidě, jistě se souhlasem médského krále Astyaga. Jak se zdá, zpočátku nedocházelo k větším sporům mezi Astyagem a jeho ambiciózním vnukem, postupně však vztahy chladly a nejpozději roku 553 př. n. l. se změnily v otevřené nepřátelství. Jeho příčiny nejsou jasné, pravděpodobně byl však Kýros nespokojen s Astyagovou politikou a v tomto názoru ho utvrzovali i jiní perští předáci. Z měření sil vyšel každopádně jako poražený Astyagés, který padl v roce 550/549 př. n. l. do zajetí. Namísto médské nadvlády byla v íránských krajích nastolena nadvláda Peršanů.

### Pád Lýdie a Babylonu
Zrod nové velmoci – perské říše – byl pro Írán velkou změnou, mocenské vztahy v oblasti se ale rychle konsolidovaly, což souviselo s příbuzností obou etnik, Peršanů a Médů. Pro novou monarchii to byl i předpoklad k přežití, neboť již roku 547 př. n. l. propukl konflikt na západě, který vyvolal lýdský král Kroisos, nejmocnější panovník rodu Mermnovců. Rozhodující bitva této války proběhla u Pterie v Kappadokii, Kýros v ní zvítězil a jeho panství se rozrostlo o západní část Malé Asie s řadou řeckých měst na pobřeží (odpor proti ustavení perské nadvlády vyvstal hlavně v Kárii a Lýkii). Další výboje směřovaly do východního pohraničí říše, kde si Kýros kolem roku 540 př. n. l. podmanil Baktrii, kraj v dnešním Afghánistánu.
Již v této době byl stát ovládaný Peršany větší než jakákoli starověká říše na Předním východě. Z tradičních velmocí v regionu si nezávislost udržely pouze dvě – Egypt a Babylon. Protože v Babylonu existovalo jisté vnitřní pnutí, vyvolané náboženskou politikou chaldejského krále Nabonida, zaměřil Kýros další expanzi tímto směrem a podařilo se mu získat na svou stranu mocné kněžstvo boha Marduka, které bylo s Nabonidem nespokojené především. Díky tomu mohla perská vojska vstoupit 29. října 539 př. n. l. do města bez boje. Izraelcům, násilně přesídleným za Nabukadnezara II. do Mezopotámie, bylo povoleno vrátit se do vlasti, čímž skončilo babylónské zajetí.

### Organizace monarchie
Kýrovu úspěchu napomohla zejména jeho mimořádná tolerance vůči místním zvyklostem a náboženskému smýšlení obyvatelstva. Na rozdíl od dřívějších dobyvatelů ponechával perský král podmaněným etnikům značnou autonomii, snažil se naklonit si regionální elity, a dokonce podporoval místní náboženské kulty. K trestům a pronásledování docházelo pouze v případě dlouhodobého odporu, ale i pak Peršané vždy usilovali o stabilizaci poměrů.
Je sporné, na jakém základě Kýros II. svou říši organizoval – zřízení správních jednotek (satrapií) je tradičně připisováno až Dareiovi I. Jisté kroky v administrativní oblasti však král bezesporu podnikl, založil např. nové hlavní město Pasargady v severní Persidě. Byly také připravovány další výboje, a to jak na severu (Skythové), tak na západě (Egypt). Jejich uskutečnění však připadlo až Kýrovým nástupcům.

### Kýrova smrt
Kýros II. padl roku 530 př. n. l. při severních hranicích své říše, kde podle Hérodota bojoval proti královně skythských Massagetů; vládu po něm převzal jeho starší syn Kambýsés. V antické literatuře je Kýros tradičně představován jako vzor vladaře – tolerantního, moudrého a energického. Pozitivní mínění o něm měl již Hérodotos a Xenofón dokonce sepsal spis O Kýrově vychování. Jeho tělesné pozůstatky byly pohřbeny v rezidenci v Pasargadách.
| „                                          | Kdo chce vládnout lidem, musí vycházet z poznání jejich povahy a potřeb. Příkladem člověka, který to dokázal, je perský král Kýros. | “ |
| — O Kýrově vychování, Xenofón, Kniha první | |   |

## Hrobka

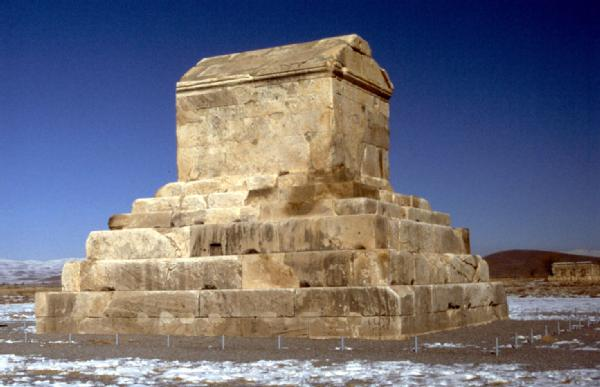
Hrobka Kýra Velikého v Pasargadách

Na přání Alexandra Velikého, který Kýra obdivoval, navštívil Aristobúlos z Kassandreie dvakrát místo Kýrova posledního odpočinku. Jeho popis převzali do svých děl Arriános i Strabón – oba téměř totožně. Obdélníková hrobka s masivní základnou z kvádrů se tehdy nacházela uprostřed zahrady a do pohřební komory se vstupovalo úzkým vchodem. Uvnitř byl stůl se sklenicemi, zlatý sarkofág, máry, vzácné šaty a šperky. Nápis v perštině hlásal: „Ó, člověče, já jsem Kýros, jenž založil panství Peršanů, král Asie! Nezáviď mi tento pomník!“
V současnosti je hrobka Kýra Velikého jednou z nejlépe dochovaných památek achaimenovské epochy. Vstupuje se do ní nízkým vchodem (139 cm vysokým a 78 cm širokým), k němuž kdysi vedlo schodiště. Základna měří 13 × 12 m, celková výška obnáší asi 11 m. Pohřební komora o velikosti 3 × 2 m je prázdná; po nápisu zmiňovaném Aristobúlem není nikde stopa.
Při stavbě se podle odborníků uplatnily umělecké tradice etnik podrobených Peršany – stupňovitá základna připomíná babylonské zikkuraty, komora zase vykazuje řecko-iónské stylové prvky. Celek původně obklopovala 50 m dlouhá a 40 m široká zeď.